# Zeche Glückaufsegen
Die Zeche Glückaufsegen ist ein ehemaliges Steinkohlen-Bergwerk in den Dortmunder Stadtteilen Wellinghofen und Brünninghausen. Die Zeche war auch unter den Namen Zeche Glückauf Seegen, Zeche Glückauf Segen und Zeche Glückaufs Seegen bekannt. Das Bergwerk gehörte zum Märkischen Bergamtsbezirk und dort zum Geschworenenrevier Brüninghausen.

## Geschichte

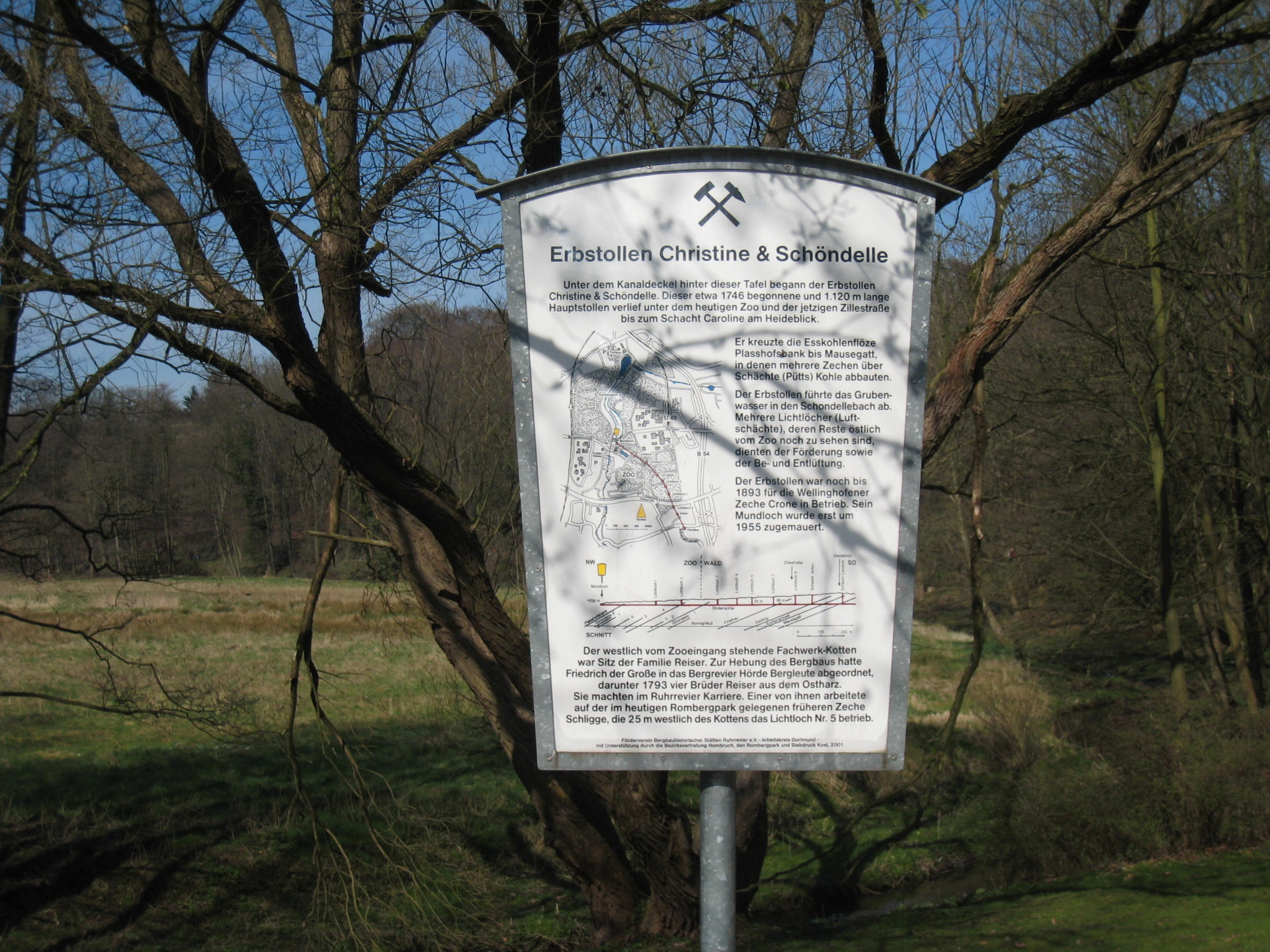
Informationstafel Erbstollen Christine und Schöndelle im heutigen Rombergpark

### Die Anfänge
Schon vor dem Abteufen des ersten Schachtes wurde auf dem Gelände der Zeche in unmittelbarer Nähe des heutigen Rombergparks Stollenbergbau betrieben (Glückauf Erbstollen). Die vorhandenen Stollen waren ursprünglich im Besitz von Gisbert von Romberg, dem Gutsherren des Schlosses Brünninghausen. Im Jahr 1833 wurde die Mutung für das Grubenfeld eingelegt, noch im selben Jahr wurde ein Schurfschacht mit einer Teufe von etwa 18 Meter geteuft. Im Jahr darauf wurde das gemutete Feld durch ein Flügelort des Glückauf Erbstollens aufgeschlossen. Im Januar des Jahres 1835 wurde mit dem Abteufen des Maschinenschachtes Ephorus begonnen. Der Schacht befand sich an der heutigen Kühnstraße. Es wurde eine Dampffördermaschine aufgestellt. Am 14. und 21. Juni desselben Jahres wurde ein Geviertfeld verliehen und ab November wurden die ersten Kohlen gefördert. Im Jahr 1836 reichte der Schacht Ephorus bis zum Glückauf Erbstollen, die Teufe betrug nun 12 Lachter. Im November desselben Jahres wurde mit der Förderung begonnen. Ab 1840 war der Abbau über der Glückauf Erbstollensohle beendet.

### Die weiteren Jahre
In den 1840er Jahren wurde zum Tiefbau übergegangen. Der Schacht Ephorus wurde im Jahr 1841 erweitert und tiefer geteuft bis 20 Lachter unter die Erbstollensohle, die Gesamtteufe des Schachtes beträgt nun 32 Lachter. Zusätzlich wird der Wasserhaltungsschacht Glückaufsegen geteuft. Ab dem Jahr 1842 wird mit dem Abbau im Tiefbau begonnen. Im Jahr 1843 wird im Schacht Ephorus bei einer Teufe von 90 Metern die 2. Sohle eingerichtet, dies ist die 1. Tiefbausohle. Im Jahr 1844 erreicht Schacht Ephorus eine Teufe von 76½ Lachtern. Am 20. November des Jahres 1849 wird eine Feldeserweiterung verliehen. Bereits vor dem Jahr 1850 kommt es zu einer Feldesbereinigung mit der Zeche Felicitas. Im Jahr 1850 erfolgt eine Neuverleihung der Berechtsame. Im Jahr 1853 wird bei einer Teufe von 73 Lachtern die 3. Sohle ausgerichtet. Es waren sechs Flöze mit unterschiedlichen Mächtigkeiten in Verhieb. Jedes Flöz hatte eine andere Mächtigkeit, sie lag beim geringmächtigsten Flöz bei 18 und beim mächtigsten Flöz bei 50 Zoll. Die Flöze waren identisch mit den Flözen der Zeche Friedrich Wilhelm. Im Jahr 1856 wurden die Aus- und Vorrichtungsarbeiten weiter fortgeführt. Auch im darauffolgenden Jahr wurden die Aus- und Vorrichtungsarbeiten weiter durchgeführt. Auch im darauffolgenden Jahr wurden die Aus- und Vorrichtungsarbeiten ungestört fortgeführt. Im Jahr 1859 wurden die Aus- und Vorrichtungsarbeiten weiter fortgeführt. Das Flöz Glückauf No. 3 wurde mittels eines Bremsquerschlages kurz vor dem Muldentiefsten aufgeschlossen. Der Bremsquerschlag hatte ein Ansteigen von 44 Gon. Die Wasserzuflüsse auf dem Bergwerk betrugen 40 bis 56 Kubikfuß pro Minute.
Im Jahr 1860 wurden die Gewinnungsarbeiten und die Auffahrung der Querschläge auf den Bausohlen weiter fortgeführt. Im Jahr darauf ging der Betrieb auf dem Bergwerk unverändert weiter. Im Jahr 1862 hatte das Bergwerk ernsthafte Probleme, sowohl über Tage als auch unter Tage. Durch die ungünstige Lage zur Eisenbahn verlief der Absatz der geförderten Kohlen nicht wie gewünscht, dies führte dazu, dass die Förderung eingeschränkt werden musste. Unter Tage hatte man es auf dem Bergwerk mit mehreren Flözstörungen zu tun. Im Jahr 1865 war die Zeche zunächst mit einem kleinen Grubengebäude in Betrieb. Aufgrund geringer bauwürdiger Kohlenvorräte und weil die Zeche keinen Bahnanschluss besitzt, wurde die Zeche 1868 vorläufig stillgelegt. Im Jahr 1899 wird ein Lösungsvertrag mit der Zeche Crone geschlossen, in dem Vertrag ist geregelt, dass der Abbau der Kohlen von der Zeche Crone getätigt wird. Außerdem wird im selben Jahr der Schacht Glückaufsegen aufgegeben.
Ein Neubeginn erfolgt vom 15. Oktober bis zum 1. November des Jahres 1908. Die Zeche Glückaufsegen wird als Verbund mehrerer einzelner Kleinzechen mit fünf Schächten neugegründet: Glückaufsegen 1 (vorm. Zeche Vereinigte Felicitas), Glückaufsegen 2 (Zeche Crone), Glückaufsegen 3 (Zeche Franz), Glückaufsegen 4 (Zeche Marianne), Glückaufsegen 5 (Zeche Glückaufsegen). Zusätzlich werden die Tagesanlagen umgebaut und jeweils die Kokereien der Zechen Crone und Vereinigte Felicitas übernommen. Im Jahr 1908 geht auf Glückaufsegen 2 der Förderschacht 1 von der 5. Sohle bis zur 6. Sohle zu Bruch. Im Jahr 1910 ist auf Glückaufsegen 2 die tiefste Sohle im Unterwerk die 7. Sohle, sie liegt bei einer Teufe von 527 Meter (−400 Meter NN). Im Jahr 1911 wurde die 6. Sohle weiter ausgerichtet, sie liegt bei einer Teufe von 425 Meter (−297 Meter NN). Im Jahr 1913 wird im Nordwesten ein neuverliehenes Grubenfeld erworben, das Feld hat eine Fläche von 0,22 Quadratkilometern.
Im Jahr 1916 wird auf Glückaufsegen 2 der seit Jahren außer Betrieb stehende Schacht Elisabeth (Schacht 1) zunächst verfüllt. Der alte Schacht war mit einer Holzzimmerung ausgebaut und wurde nach der Verfüllung neu geteuft. Am 2. April wurde der Schacht durch die Gewerkschaft Graf Schwerin erworben. Im Jahr 1917 wird auf Glückaufsegen 2 der Schacht 1 bis zur 6. Sohle neu geteuft. Im Jahr 1917 geht auf Glückaufsegen 2 der Schacht 1 wieder in Förderung, der Schacht Christine (Schacht 2) wird Wetterschacht. Im Jahr 1918 kommt es auf Glückaufsegen 1 zur Fördereinstellung, sämtliche Schächte auf Glückaufsegen 1 und Glückaufsegen 2 werden aufgegeben. Im Jahr 1919 wird eine neue Einzelgewerkschaft mit dem Namen Glückaufsegen 6 gebildet. Im Jahr 1920 wird in Brüninghausen eine neue Zeche angelegt, es wird der Wetterschacht 3 geteuft. Im Jahr 1922 ist der Wetterschacht 3 auch für die Seilfahrt in Betrieb. Im Jahr 1924 wird das Geviertfeld Nichterwartetes Glück erworben.
Die endgültige Stilllegung der Zeche Glückaufsegen erfolgt am 15. April des Jahres 1926. In dieser Zeit wurden viele kleinere Bergbaubetriebe – gerade im südlichen Teil des Ruhrreviers – wegen mangelnder Rentabilität geschlossen. In den Jahren 1927 bis 1929 werden die Tagesanlagen abgebrochen bzw. verkauft. Der Schacht 1 wird abgedeckt und der Schacht 2 wird verfüllt.

## Förderung und Belegschaft
Die abgebauten Kohlen des Bergwerks waren stark backend. Die ersten bekannten Förderzahlen stammen aus dem Jahr 1838, es wurden 53.995 preußische Tonnen Steinkohle gefördert, anschließend ging die Förderung bis zum Beginn des Tiefbaus zurück. Im Jahr 1840 wurden 36.161¾ preußische Tonnen Steinkohle gefördert. Im Jahr 1842 erneuter Förderrückgang auf 29.363 preußische Tonnen Steinkohle. Die ersten bekannten Belegschaftszahlen stammen aus dem Jahr 1850, damals waren 173 Bergleute auf dem Bergwerk beschäftigt, die eine Förderung von 108.063 preußische Tonnen Steinkohle erbrachten. Im Jahr 1854 wurde mit 298 Beschäftigten eine Förderung von 164.549 preußischen Tonnen Steinkohle erbracht. Im Jahr 1855 wurden 174.992 preußische Tonnen Steinkohle gefördert, diese Förderung wurde von 311 Bergleuten erbracht. Im Jahr 1857 leichter Rückgang der Förderung auf 160.067 preußische Tonnen, die Förderung wurde von 318 Bergleuten erbracht. Im Jahr 1867 wurden 152.980 Scheffel Steinkohle gefördert. Im Jahr 1909 wurden mit 1987 Bergleuten 319.184 Tonnen Steinkohle gefördert. 1910 leichter Rückgang der Förderung, es wurden 314.245 Tonnen Steinkohle von 1945 Bergleuten gefördert. Die maximale Förderung der Zeche wurde 1914 mit 1590 Bergleuten erbracht, es wurden 352.200 Tonnen Steinkohle gefördert. Im Jahr 1915 leichter Förderrückgang auf 317.616 Tonnen, diese Förderung wurde von 1426 Bergleuten erbracht. Im Jahr 1920 wurden mit 1413 Bergleuten 248.005 Tonnen Steinkohle gefördert. Die letzten bekannten Förder- und Belegschaftszahlen des Bergwerks stammen aus dem Jahr 1925, in diesem Jahr wurden mit 1331 Bergleuten 306.939 Tonnen Steinkohle gefördert.

## Was geblieben ist

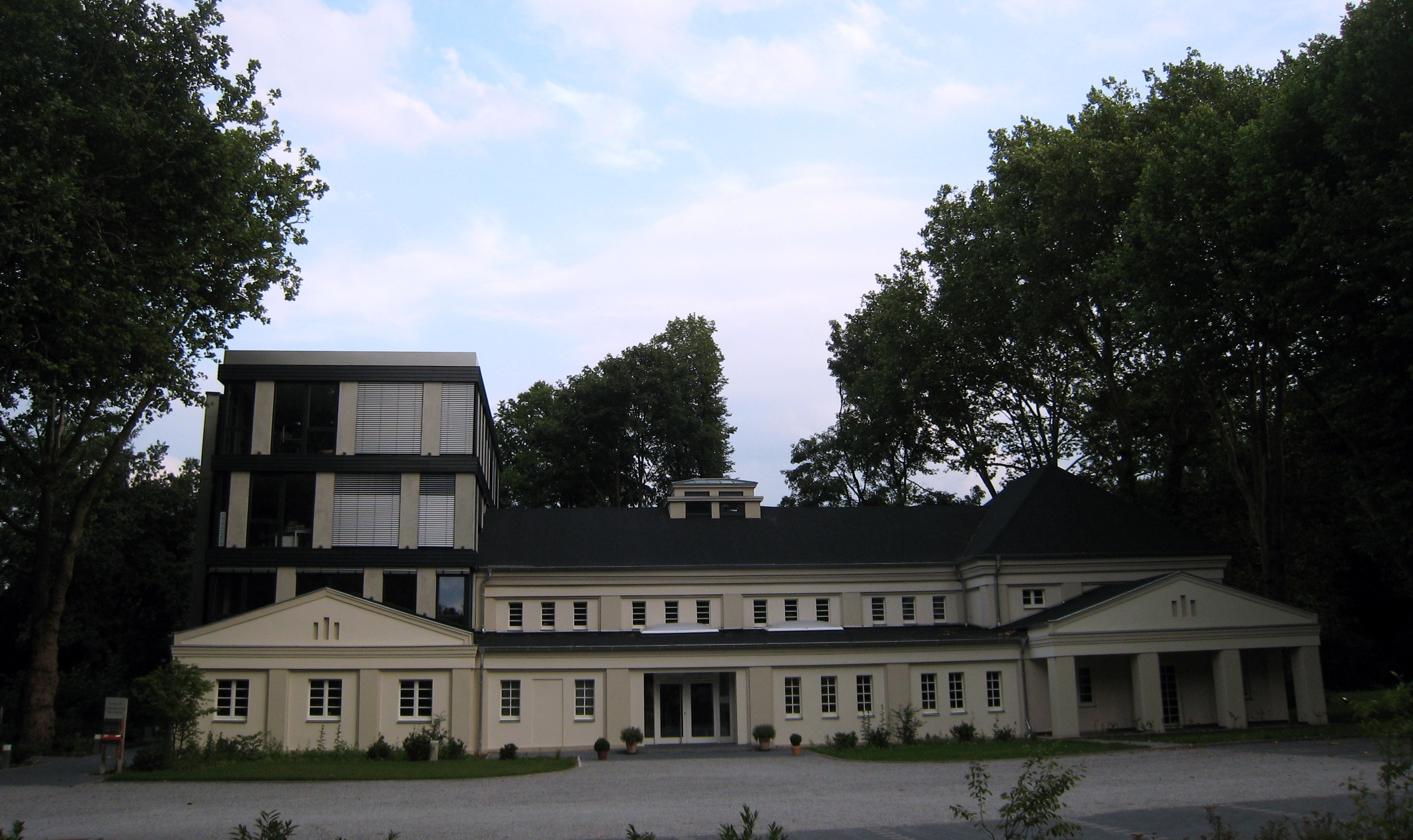
Dienstleistungszentrum Glückaufsegen

Heute erinnert das an der Straße Am Rombergpark gelegene Maschinenhaus der Zeche Glückaufsegen 3 an die Tagesanlagen der Zeche. Es ist als Baudenkmal in die Denkmalliste der Stadt Dortmund eingetragen. Auch an der Zillestraße in Wellinghofen lassen sich Ruinen der Zeche Crone bzw. Glückaufsegen 2 erkennen. Unmittelbar an der Bundesstraße 54 finden sich noch ehemalige Abraumhalden derselben Schachtanlage. Im Jahr 2009 wurde das denkmalgeschützte Maschinenhaus aufwendig saniert. Am Standort des ehemaligen Förderturms wurde ein Büroneubau errichtet. Eine Besonderheit stellt die energetische Versorgung des Dienstleistungszentrums dar. Das 16 Grad warme Schachtwasser des ehemaligen Förderschachts wird über Erdwärmesonden für die Gebäudeheizung nutzbar gemacht. Gegenüber einer herkömmlichen Wärmepumpenheizung besitzt die Anlage einen um 30 % höheren Wirkungsgrad.

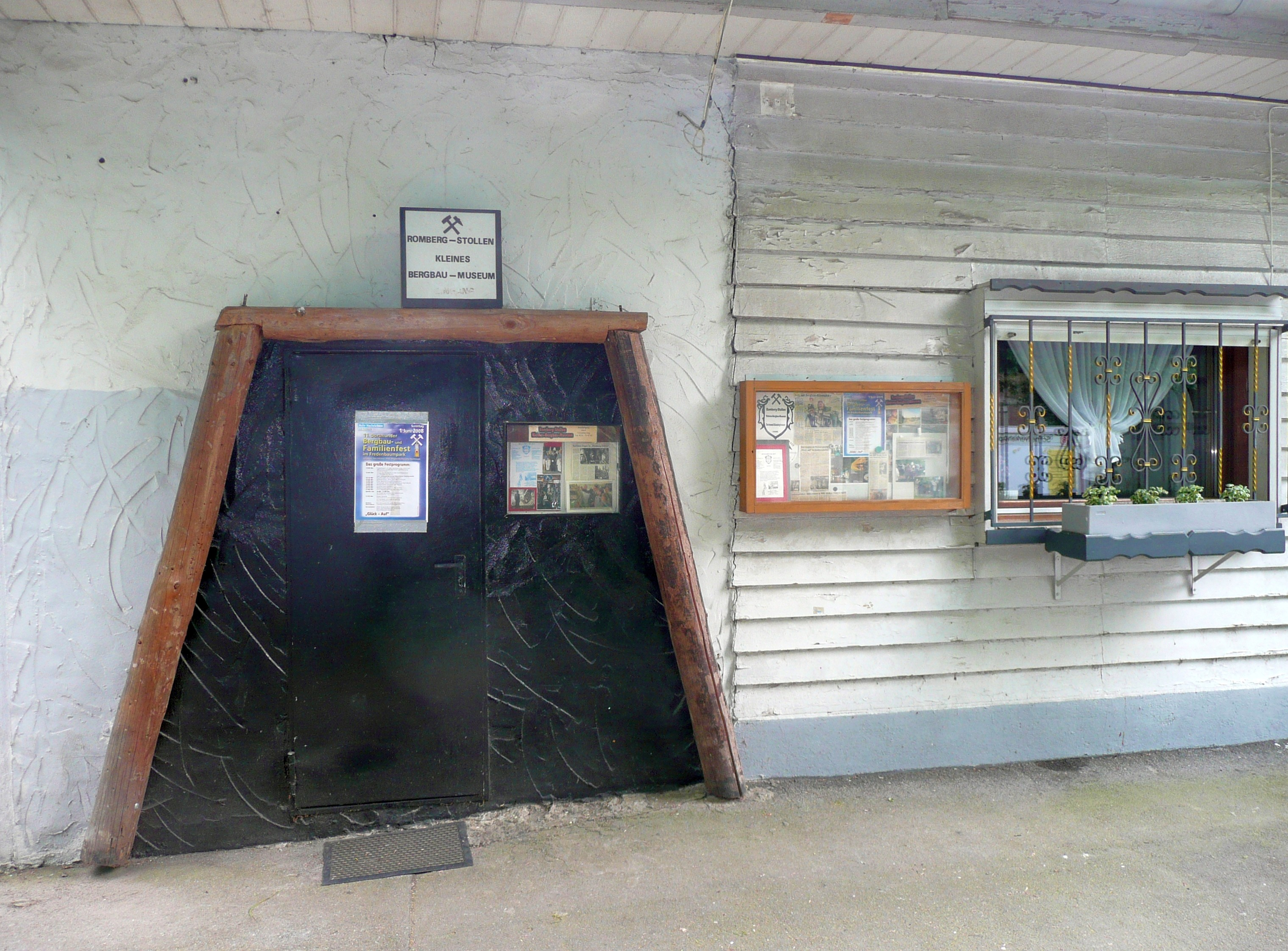
Ehemaliges Bergbaumuseum „Romberg-Stollen“

Im ehemaligen Bahnhofsgebäude des Bahnhofs Dortmund Tierpark war ein privates Bergbaumuseum „Romberg-Stollen“ untergebracht, das Exponate aus der Geschichte des Bergbaus, insbesondere der ehemaligen Zeche Glückaufsegen zeigte. Das Inventar ging teils an das Industriemuseum Zeche Zollern, teils an private Sammler.